# Franz Stofel
Franz Stofel, även Xaver Stärfel, född 5 oktober 1915 i Hainburg, död 13 december 1945 i Hameln, var en tysk SS-Hauptscharführer och dömd krigsförbrytare.

## Biografi
Stofel blev i april 1936 medlem i Schutzstaffel (SS) och kom att tillhöra vaktmanskapet i koncentrationslägret Dachau. I januari 1944 kommenderades han till Dora-Mittelbau och blev i oktober samma år kommendant för ett av dess satellitläger, Kleinbodungen. Detta läger evakuerades i april 1945 och under Stofels och hans ställföreträdare Wilhelm Dörrs befäl sköts de fångar som inte orkade marschera. Den 11 april 1945 anlände de till koncentrationslägret Bergen-Belsen.
Den 15 april 1945 befriades Bergen-Belsen av brittiska trupper, som i lägret påträffade drygt 10 000 döda och omkring 60 000 överlevande. Lägerpersonalen kommenderades att begrava alla lik i massgravar. Stofel greps och förhördes av brittisk militär. Den 17 september ställdes han och 44 tidigare lägervakter inför rätta vid Belsenrättegången. Den 17 november avkunnade domstolen sina domar: Stofel och tio andra åtalade dömdes till döden genom hängning.
Tillsammans med Josef Kramer, Irma Grese, Elisabeth Volkenrath, Juana Bormann, Fritz Klein, Franz Hössler, Peter Weingartner, Karl Francioh, Anchor Pichen och Wilhelm Dörr avrättades Stofel den 13 december 1945. Skarprättare var Albert Pierrepoint.

### Webbkällor
- ”Hauptscharführer Franz Stofel” (på engelska). BergenBelsen.co.uk. Arkiverad från originalet den 28 juni 2014. https://www.webcitation.org/6Qg1GvGO9?url=http://www.bergenbelsen.co.uk/pages/Staff/Staff.asp?CampStaffID=31. Läst 28 juni 2014.